# Denis Piel
Denis Piel (1 de março de 1944) é um fotógrafo e artista francês e ainda consultor criativo em vários projectos no mundo inteiro.

## Biografia
Foi várias vezes premiado internacionalmente, entre outros com o Leica Award of Excellence, em 1986.
Expôs os seus trabalhos recentemente na Staley Wise Gallery em Nova Iorque. Em Portugal está presente na galeria Way Of Arts e até outubro de 2008 numa exposição intitulada Facescapes no Museu Nacional do Traje.